# Hylaia
Hylaia (altgriechisch Ὑλαία „Waldland“) war ein baumbestandener Landstrich nördlich des Schwarzen Meeres im Gebiet der Skythen. Nach Stephanos von Byzanz war sein skythischer Name Abike (Ἀβίκη). 
Nach Herodot lag es östlich des Flusses Borysthenes (Dnepr). Es wird in der Gegend zwischen der Kinburn-Halbinsel und Skadowsk lokalisiert.
Nach der Sage der am Schwarzen Meer siedelnden Griechen, traf Herakles auf der Suche nach seinen gestohlenen Pferden hier in einer Höhle eine Schlangenfrau, mit der er drei Söhne zeugte: Agathyrsos, Gelonos und Skythes. Letzterer war der Eponym der Skythen und von ihm stammten die Könige der Skythen ab.
Der Sykthe Anacharsis nahm in Kyzikos an der Propontis an einem Fest der Göttermutter teil und gelobte, dieses Fest in seiner Heimat einzuführen. Als er dieses heimlich in seiner Heimat in Hylaia ausführte, wurde er ob seines befremdenden Treibens von seinem Bruder, dem Skythenkönig Saulios, mit einem Pfeilschuss getötet.
Nach Plinius dem Älteren hieß der an Skythien grenzende Teil des Schwarzen Meeres Hylaeum mare und er erwähnt auch das Volk der Hylaei.